# Димитър Христов (поет)
 Тази статия е за поета.  За други хора със същото име вижте Димитър Христов.  
Димитър Христов Черняев е български поет, драматург и преводач.

## Биография и творчество
Роден е на 17 май 1957 г. в Благоевград. Завършва българска филология и риторика в Софийския университет „Св. Климент Охридски“.
Работил е в Съюза на българските писатели като референт по въпросите на поезията, председател на Творческия фонд на СБП, главен редактор на вестник „Български писател“. Бил е завеждащ отдел „Литература“ във вестник „Пулс“, главен редактор на вестник „Литературен магазин“ и издателство „Седан“, управител на „Софкнига“ ЕООД, председател на Съюза на книгоразпространителите в България и на Кабинета на младите писатели, председател на читалище „Николай Хайтов“ в София, автор и водещ на седмичното телевизионно предаване „Време за поезия“, главен експерт в Министерството на културата, директор на Българския културен институт в Скопие.
Пиесата му „Мерилин Монро – триумф и агония“ е поставена в София, Ямбол, Плевен, Благоевград, в Националния театър на Македония – Скопие и в Киев.
Носител е на наградите „Димчо Дебелянов“, „Слав Хр. Караславов“, „Иван Нивянин“, „Златно перо“ на Съюза на българските журналисти, „Горчиво вино“, „Македонски литературен Дедал“ и украинските литературни награди „Николай Гогол“ (заедно с Боян Ангелов и Елка Няголова, както и още 11 украински литератори и бизнесмени), „Григорий Сковорода“ (заедно с още десет украински литератори), и др.
Преводач е от руски, украински, и сръбски език.
Член е на Съюза на българските писатели и на Съюза на българските журналисти. Почетен член на Дружеството на писателите на Македония.

## Произведения
- Работен ден, ИК „Народна младеж“, 1982 – награда „Владимир Башев“
- Ранена свобода, ИК „Народна младеж“, 1989
- Писма до Ева, ИК „Седан“, 1992
- Български видения, ИК „Захарий Стоянов“, 1997 – годишна награда на Съюза на българските писатели за поезия
- Балада за любовта, ИК „Виста“, 2002
- Романтика и пепел, ИК „Мултипринт“, 2004
- Сърдечен ритъм, ИК „Христо Ботев“, 2006
- Молитва за България, изд. Национален музей „Земята и хората“, 2007 – награда „Пенчо Славейков“
- Хляб и вино, ИК „Мултипринт“, 2011
- Хармония, ИК „Захарий Стоянов“, 2017
- Песни – тъги и наздравици, ИК „Мултипринт“, 2018
- Спасяване на красотата, ИК „Изида“, 2021